# Guerrillas of Destiny
Guerrillas of Destiny (también conocidos como G.O.D.) es un tag team de lucha libre profesional, que trabajaba en New Japan Pro-Wrestling y actualmente trabajan en WWE, conformado por los luchadores tonganos Tama Tonga y Tanga Loa.
Son ocho veces Campeones en Parejas entre Japón, han sido siete veces Campeones en Parejas de la IWGP y una vez Campeones Mundiales en Parejas de ROH. También fueron tres veces Campeones en Parejas de Peso Abierto 6-Man NEVER con Bad Luck Fale (en dos ocasiones) y con Taiji Ishimori (en una ocasión).

## Historia

### Formación (2008-2009)
Alipate Leone y Tevita Fifita son hijos del luchador profesional Tonga Fifita, conocido por los nombres de Haku, Meng y King Tonga. Los dos hermanos crecieron juntos en la Florida Central, pero no gravitaron inmediatamente a la profesión de su padre. Finalmente decidieron seguir sus propias carreras en la lucha libre profesional, cuando Alipate estaba estacionado en la Base de la Fuerza Aérea de Whiteman con la Fuerza Aérea de los Estados Unidos, mientras Tevita asistía a la Universidad de Texas en El Paso. Los hermanos comenzaron a entrenar con su padre y Ricky Santana en un ring propiedad de los Dudley Boyz (Bubba Ray Dudley y D-Von Dudley) en su escuela de entrenamiento Team 3D Academy of Professional Wrestling and Sports Entertainment en Kissimmee, Florida. Finalmente, los hermanos se inscribieron en Team 3D Academy, donde continuarían su entrenamiento durante un año bajo el mando de Dudley Boyz.
En 2008, Alipate y Tevita comenzaron a luchar bajo los nombres de Kava y Nuku, respectivamente, y el nombre del equipo "Sons of Tonga". En 2009, los hermanos participaron en un campamento de prueba de la WWE, lo que resultó en que Tevita firmara un contrato. Tevita finalmente llegó a la WWE bajo el nombre de "Camacho", mientras que Alipate viajó primero a Puerto Rico y luego a Japón, uniéndose a New Japan Pro-Wrestling (NJPW) en mayo de 2010, donde se convirtió en miembro fundador del stable heel Bullet Club en 2013 como "Tama Tonga", donde se disolvió por primera vez.

### New Japan Pro-Wrestling (2016-presente)

#### 2016-2017
El 14 de febrero de 2016, en el evento The New Beginning in Niigata, Doc Gallows y Karl Anderson de Bullet Club desafiaron sin éxito a GBH (Togi Makabe y Tomoaki Honma) por los Campeonatos en Parejas de la IWGP. Después del combate, Gallows y el compañero de Anderson, Tama Tonga, ingresaron al cuadrilátero para desafiar a Makabe y Honma, declarando que su compañero sería un nuevo miembro del Bullet Club. El desafío fue aceptado por Makabe y Honma. El 12 de marzo, Tonga reveló que su compañero sería su hermano Tevita, a quien se le dio el nombre de "Tanga Loa" con su equipo apodado "Guerrillas of Destiny" (G.O.D.). Los hermanos juntos presentaron el nombre de su equipo, que hace referencia a su sentimiento de "Luchar por una causa" y la creencia de que el destino los había unido. El acrónimo del equipo proviene del nombre del anillo de Alipate que significa "Dios de la Guerra" y el nombre del anillo de Tevita que significa "Familia de Dios" en las Islas Polinesias. 
Loa hizo su debut en NJPW el 27 de marzo, atacando a Togi Makabe durante su combate con Tonga. Esto lo llevó a su primera lucha con la promoción el 1 de abril, donde el quinteto de Bullet Club de Loa, Tonga, Bad Luck Fale, Kenny Omega y Yujiro Takahashi fueron derrotados por Makabe, Tomoaki Honma, Juice Robinson, Hiroshi Tanahashi y Michael Elgin en un combate por equipo de eliminación de diez hombres. El 10 de abril en Invasion Attack, G.O.D. derrotó a GBH para convertirse en los nuevos Campeones en Parejas de la IWGP. Hicieron su primera defensa exitosa del título el 3 de mayo en Wrestling Dontaku, derrotando a GBH en una revancha.

### Impact Wrestling (2022)
En el episodio del 27 de enero de 2022 de Impact!, Guerrillas of Destiny hizo su debut en Impact Wrestling atacando a Jake Something y Mike Bailey antes de desafiar a The Good Brothers a un combate en No Surrender.

### Regreso a Japón camino a convertirse en un stable (2022-2024)
editar
Tras la eliminación de Guerillas of Destiny de Bullet Club en No Surrender de Impact Wrestling en febrero de 2022, Tonga y Loa regresaron a Japón para participar en la New Japan Cup. Ambos hombres recibieron pases directos a la segunda ronda, pero Loa fue eliminado por Shingo Takagi y Tonga fue eliminado por Evil. Después del combate, GOD fue atacado por la rama japonesa de Bullet Club, lo que confirmó su salida, mientras que Jado también fue expulsado por Bullet Club y se alió con Tonga y Loa. Después de esto, Tonga afirmó que Guerrillas of Destiny se convertiría en su propio stable, que contenía a Tonga, Loa y Jado como miembros. El trío formaría una alianza con Ryusuke Taguchi, Master Wato e Hiroshi Tanahashi, convirtiendo al trío en face por primera vez desde antes de unirse a Bullet Club.
En abril, Loa sufrió un desgarro del ligamento colateral medial, lo que le provocó una lesión durante un tiempo no revelado. Mientras Loa estaba lesionado, Tama Tonga compitió en la competidor individual, obteniendo un rápido éxito al derrotar a EVIL para ganar el Campeonato Peso Abierto N.E.V.E.R en Wrestling Dontaku en mayo, ganando su primer título individual de NJPW. El mes siguiente en Dominion 6.12 en Osaka-jo Hall, Tonga perdió el título ante su excompañero de equipo Karl Anderson. Tonga experimentó un mayor éxito al encabezar el Bloque B durante el torneo G1 Climax 32, al eliminar al Campeón Mundial Peso Pesado de IWGP y excompañero de equipo Jay White. Tonga avanzó a las semifinales del torneo, pero fue eliminado por el ganador del Bloque A Kazuchika Okada.
En septiembre, Hikuleo se unió a Guerillas of Destiny, dejando Bullet Club y traicionando a Jay White al atacarlo mientras atacaba a Tama Tonga. Debido a ser el único hombre en derrotar a White en el torneo, además de terminar su campaña G1, Tonga recibió un combate por el Campeonato Mundial Peso Pesado de IWGP en octubre en Statement of Power, pero fue derrotado por White. El 4 de enero en Wrestle Kingdom 17, Tonga recuperó el título N.E.V.E.R Peso Abierto de Anderson. En febrero, Hikuleo expulsó a Jay White de NJPW, derrotándolo en The New Beginning en Osaka. Después de una derrota ante David Finlay en las semifinales de la New Japan Cup , Tama Tonga perdió el Campeonato Never Openweight ante Finlay en Wrestling Dontaku. En mayo, Hikuleo ganó su primer título de NJPW, derrotando a KENTA para ganar el Campeonato Peso Abierto STRONG. Hikuleo perdió el título ante Kenta solo 18 días después en Resurgence.
En julio, Loa regresó a NJPW, uniéndose a sus dos hermanos en el torneo G1 Climax. Mientras que Loa y Tonga no lograron avanzar de los bloques B y C respectivamente, Hikuleo terminó segundo en el bloque A, avanzando a los cuartos de final. En la ronda de cuartos de final, Hikuleo perdió ante Tetsuya Naito, eliminándolo del torneo. Después del torneo, GOD invitó a El Phantasmo, quien de manera similar había sido expulsado de Bullet Club, a unirse al grupo, lo que hizo el último día del torneo.

## En lucha
- Movimientos finales en equipo

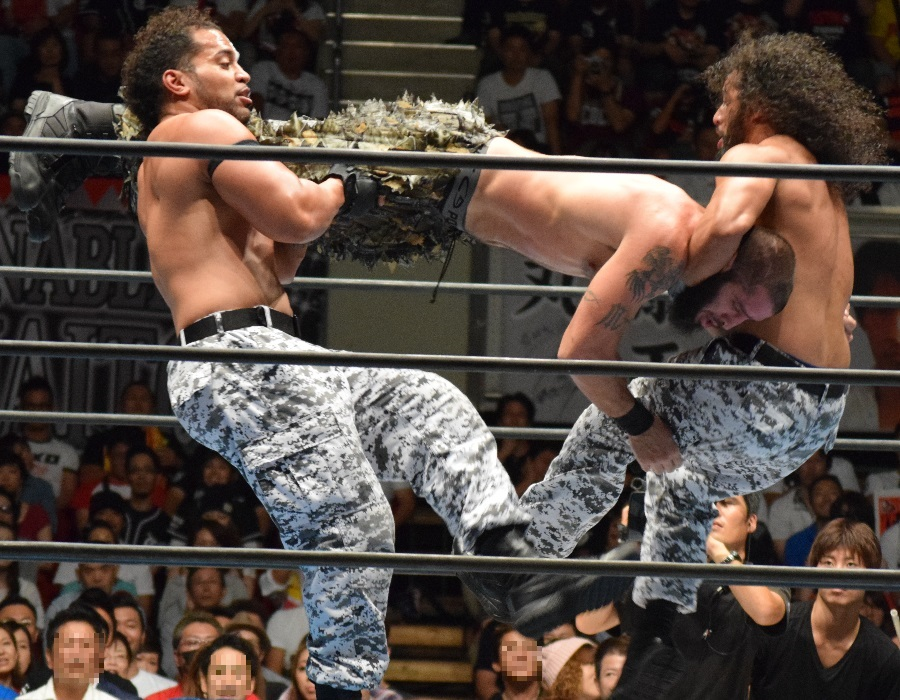
Tonga & Roa ejecutando su Guerrilla Warfare a Mark Briscoe

  - Guerrilla Warfare (Aided double arm DDT)[13][14][15][16]
  - Nightfall (Belly-to-back suplex (Loa) / Neckbreaker (Tonga) combination)[17]
- Movimientos en firma en equipo
  - Aided Tongan Twist[18][19][20]
  - Powerbomb (Loa) / Neckbreaker (Tonga) combination[21][22][23]
  - Powerbomb (Loa) / Reverse DDT (Tonga) combination[24][25]

## Campeonatos y logros
- New Japan Pro-Wrestling
  - NEVER Openweight Championship (2 veces) - Tonga
  - IWGP Tag Team Championship (8 veces) – Tonga & Loa (7) y Hikuleo & Phantasmo (1)
  - NEVER Openweight 6-Man Tag Team Championship (3 veces) - con Bad Luck Fale (2) y Taiji Ishimori (1)
  - NJPW STRONG Openweight Tag Team Championship (2 veces) – Hikuleo & Phantasmo.

- Ring of Honor
  - ROH World Tag Team Championship (1 vez) - Tonga & Loa

- WWE
  - WWE Tag Team Championship (1 vez, actuales) - Tonga & Loa